# 湖泊州

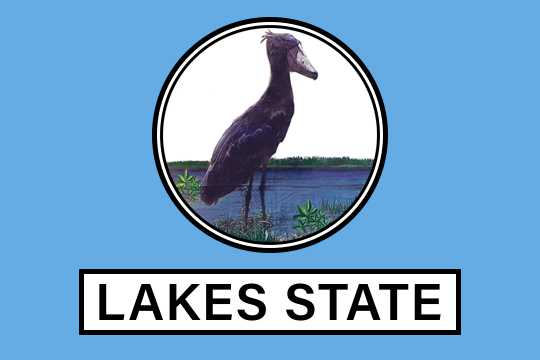
湖泊州州旗

湖泊州（英語：Lakes）是南苏丹的州之一，位於該國南部。面积40,235平方千米，人口為567,239人（2006年），首府倫貝克，下分8縣。
第二次蘇丹內戰後由南蘇丹管理，2011年南苏丹脫離蘇丹独立。